# Centro Comercial Aragonia
Aragonia es una zona comercial ubicada en el distrito Universidad de la ciudad de Zaragoza (Aragón).
La promotora Zaragoza Urbana invirtió 150 millones de euros en su construcción.
La zona comercial abrió sus puertas el 9 de septiembre de 2009. El edificio, que fue diseñado por el arquitecto Rafael Moneo, cuenta con una superficie de unos 170 000 m² construidos en un solar de 13 263 m².
Las fachadas principales tienen 269 metros y las laterales 49 metros cada una.

## Descripción

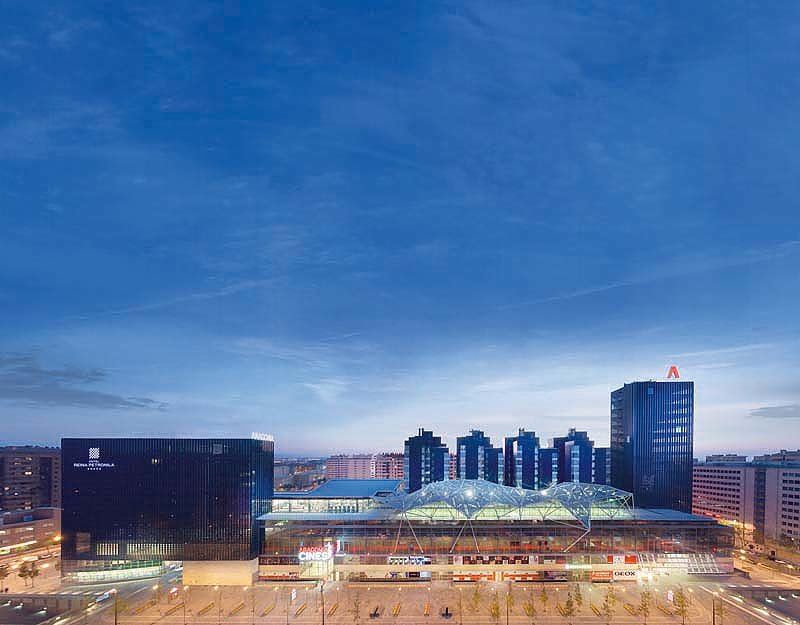
Vista general

La oferta comercial se compone de 110 locales con servicios de restauración (Foster Hollywood, The Good Burger, VIPS, Wok Dinasty, Frutolandia, Ingredients Café, Café de la Reina y Ginos) del supermercado Mercadona y de comercios tales como Adolfo Domínguez, Bimba & Lola, Esprit, Imaginarium, Llongueras, Sephora, TCN, Geox, Adidas, Butlers, Chocolat Factory, Campo Marzio, Peter Murray y Mango.
El Hotel Reina Petronila dispone de 170 habitaciones en 12 plantas.
Además de sus comercios ofrece otros servicios como un edificio con 132 viviendas de alquiler en 4 torres y una torre de oficinas de 12 plantas.
El gimnasio Virgin Active está en las plantas tercera y cuarta. Cuenta con pistas al aire libre y piscina en la cubierta superior.
En la segunda planta los Cines Aragonia con 16 salas y 3300 butacas disponen de proyectores digitales y 3D. Tienen un acceso hacia el Hotel Reina Petronila por medio de su sala auditorio, así como todo su interior, que fue una obra de Belén Moneo.
La zona comercial se encuentra muy vinculada a la cultura, fundamentalmente aragonesa, realizando diferentes actividades mensuales que tienen como objetivo acercar la cultura al ciudadano. Entre ellas cabe destacar el evento Sumérgete en el ciclo del agua, una actividad realizada junto a la Confederación Hidrográfica del Ebro con el objetivo de concienciar a la población de la importancia del aprovechamiento del agua o la Primera Muestra de Escultura de la Escuela de Bellas Artes de Zaragoza, una exposición que permitía a los jóvenes estudiantes de Aragón exponer sus obras.
El primer sótano dispone de una superficie comercial. Otro sótano está destinado al control de todas las instalaciones y a las actividades logísticas como la carga y descarga de mercancías y la recogida de basuras. Otros 4 sótanos se dedican al aparcamiento en 2000 plazas.